# Mália
Mália, en grec moderne : Μάλια, dont le nom est généralement graphié Malia ou Mallia, est une ville et une ancienne municipalité du district régional de Héraklion, en Crète, en Grèce. Depuis la réforme du gouvernement local de 2011, il fait partie du dème de Chersónissos, dont il est une unité municipale.
Selon le recensement de 2001, la population de Mália compte 3 722 habitants.
Le site archéologique du palais de Malia, l'un des quatre principaux complexes minoens de Crète, se trouve à l'est de la ville moderne.

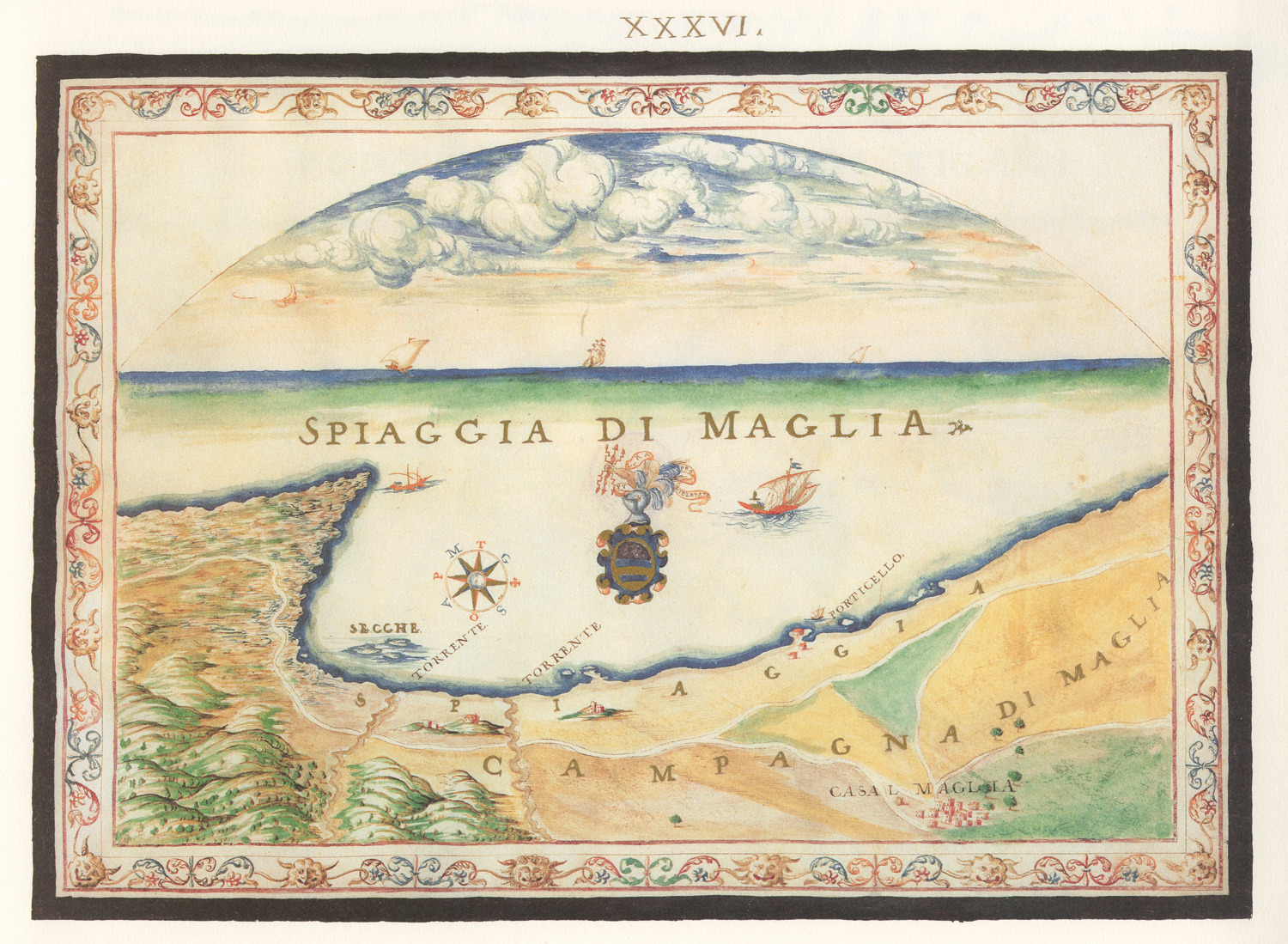
Représentation de Mália en 1618.